# Popillia rubromaculata
Popillia rubromaculata är en skalbaggsart som beskrevs av Ohaus 1902. Popillia rubromaculata ingår i släktet Popillia och familjen Rutelidae. Inga underarter finns listade i Catalogue of Life.